# تهريف

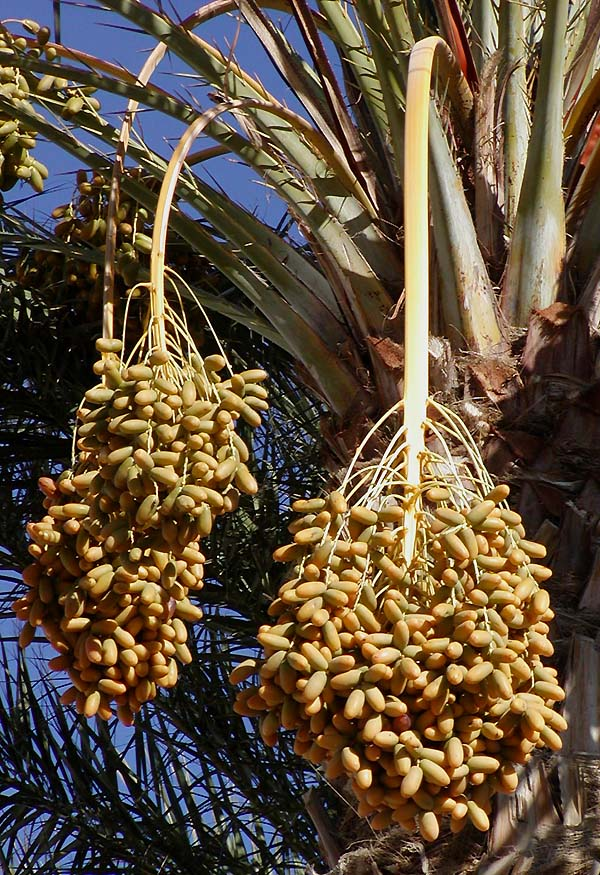
عذوق التمر

التهريف أو تهريف النخيل أو الدثى, وهي ظاهرة نادرة تصيب النخلة, وهي حملها مرة أخرى على حملها الأول.

## أسبابها
يعزو بعض أصحاب الخبرة إلي أن أسباب حدوثها هو التغيرات المناخية.